# Corrado Passera
Pour les articles homonymes, voir Passera.
Corrado Passera (né le 30 décembre 1954 à Côme) est un banquier, chef d'entreprise et homme politique italien, ministre du Développement économique, avec délégation aux Transports et aux Infrastructures du gouvernement Monti depuis le 16 novembre 2011.

## Biographie
Diplômé de l'université Bocconi de Milan, Corrado Passera a occupé de nombreuses charges, dans les secteurs industriels, des services et des finances. Il est administrateur délégué d'Intesa Sanpaolo. Les nombreuses charges déjà tenues, notamment les participations d'Intesa dans Alitalia et Ntv, mais aussi LA7, pourraient conduire à un conflit d'intérêts, comme également souligné par Marco Travaglio dans l'émission « Servizio pubblico » du 17 novembre 2011. Il est membre de l'Institut de la finance internationale.
Le 23 février 2014, il fonde un mouvement politique, Italia Unica (Italie unique), avec pour objectif de faire redémarrer l'économie italienne.